# Asherton
Asherton – miasto w Stanach Zjednoczonych, w stanie Teksas, w hrabstwie Dimmit.